# Supersolid
Un supersolid este un corp format din materie ordonată spațial, precum ar fi un solid sau un cristal, care are proprietățile unui superfluid.